# Дубник (Псковская область)
Дубник — деревня в Печорском районе Псковской области России. Входит в состав сельского поселения «Изборская волость».
Расположена в 25 км к юго-востоку от города Печоры и в 2 км к востоку от Изборска на автодороге на Псков (А212).

## Население
Численность населения деревни на 2000 год составляет 22 жителя, на 2011 год — 50 жителей.
| 2001 | 2002 | 2010 |
| ---- | ---- | ---- |
| 22   | ↘18  | ↗47  |